# 奧巴拉
奧巴拉是非洲中西部國家喀麥隆的城市，由中部省負責管轄，位於該國中部，距離首都雅溫得約45公里，毗鄰薩納加河，居民信奉天主教、伊斯蘭教和基督教，2001年人口約19,300。
4°10′N 11°32′E / 4.167°N 11.533°E